# ستيفن دونيلي
ستيفن دونيلي (مواليد 7 سبتمبر 1988) هو ملاكم آيرلندي، مثّل بلاده في الألعاب الأولمبية الصيفية 2016.

## روابط خارجية
ستيفن دونيلي على موقع أوليمبيديا (الإنجليزية)
- ستيفن دونيلي على موقع اتحاد ألعاب الكومنولث (مؤرشف) (الإنجليزية)